# Great Saint James
Great Saint James ist eine Insel, die zum US-amerikanischen Außengebiet der Amerikanischen Jungferninseln gehört.
Die Insel wurde 2016 vom US-amerikanischen Investmentbanker und verurteilten Sexualstraftäter Jeffrey Epstein (1953–2019) erworben. Die Nachbarinsel Little Saint James hatte Epstein bereits 1998 erworben. Beide Inseln gehörten Epstein bis zu seinem Tod am 10. August 2019. Epstein war 2019 in New York angeklagt, auch auf Little Saint James einen Kindervergewaltigerring unterhalten zu haben. Im Jahr 2008 hatte er in Florida wegen ähnlicher Vorwürfe eine milde Strafe erhalten.

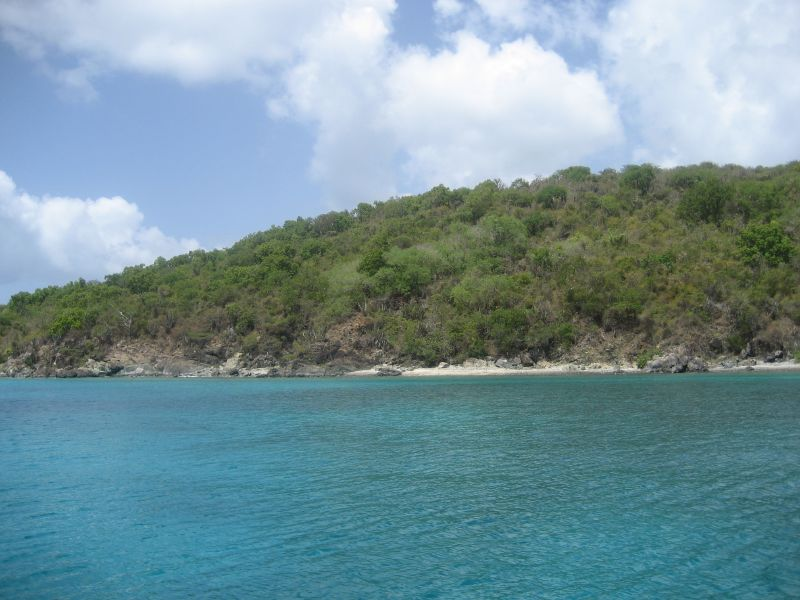
Christmasbucht auf Great Saint James (I)
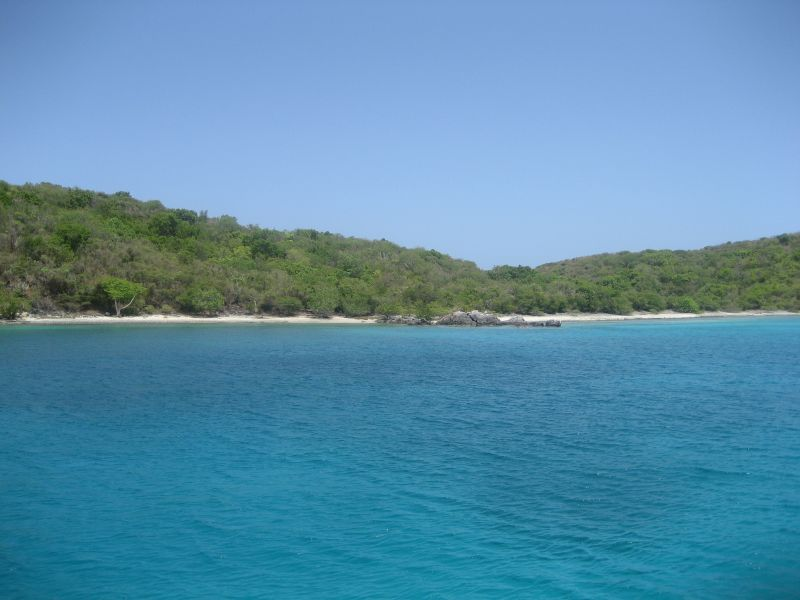
Christmasbucht auf Great Saint James (II)
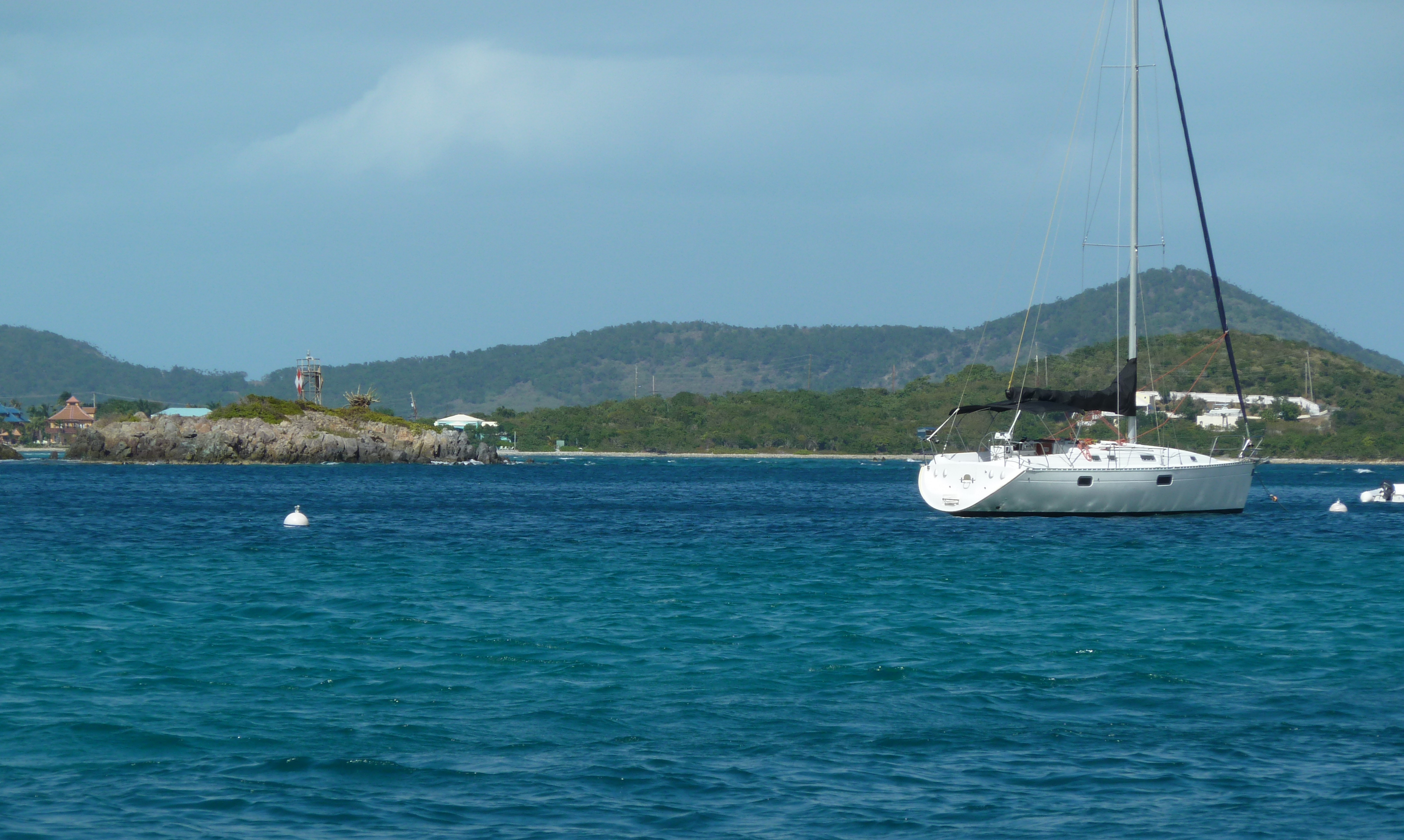
Blick auf Great Saint James